# Sabrina Koschella
Sabrina Koschella, född 25 september 1963 i Stuttgart i Västtyskland, är en  tysk före detta handbollsmålvakt.

## Handbollskarriär
Sabrina Koschella spelade för VfL Sindelfingen under hela sin elitkarriär. Hon debuterade i bundesliga 1982 och spelade i bundesliga till våren 1990 och gjorde 1992 ett kort inhopp för laget men spelade bara en match. Hennes ungdomskarriär är okänd. Hon spelade också för Tysklands damlandslag i handboll. Hennes främsta merit blev en fjärdeplats vid de olympiska sommarspelen i Los Angeles 1984. Hon deltog också vid världsmästerskapet i handboll för damer 1986.

## Personligt liv
Åren 1987 till 1990 utbildade Sabrina Koschella sig till sjukgymnast. 1998 byggde hon på sin grundutbildning med magisterexamen i idrottssjukgymnastik och började sedan en utbildning till osteopat. Hon har varit egenföretagare sedan 1995 och har egen praktik i Herrenberg. Mellan 1991 och 2001 var hon anställd som idrottsfysioterapeut på tyska handbollsförbundet